# Rechtaid Rigderg
Rechtaid Rigderg (irl.: Reachtaidh Righdhearg; Rechtaid z Czerwonym Przegubem) – legendarny zwierzchni król Irlandii z dynastii Milezjan (linia Emera) w latach 333-313 p.n.e. Syn Lugaida III Laigde, zwierzchniego króla Irlandii.
Według średniowiecznej irlandzkiej legendy i historycznej tradycji, Rechtaid objął zwierzchni tron w wyniku zabójstwa Machy Mongruad, córki zabójcy jego ojca, arcykróla Aeda I Ruada. Wyruszył do Szkocji z potężną armią, celem doprowadzenia do posłuszeństwa Piktów, opierających się płaceniu corocznej daniny na rzecz monarchów Irlandii. Otrzymał przydomek „Rigderg” z powodu czerwonego koloru ręki od łokcia do przegubu. Rządził przez dwadzieścia lat, gdy został zabity i zastąpiony przez Ugaine’a Mora, przybranego syna Machy i Cimbaetha. Zginął z jego ręki, w zemście za śmierć Machy Mongruad. Pozostawił po sobie syna Cobthacha Caema („Przystojnego”), a przez niego wnuka Modcorba, przyszłego zwierzchniego króla Irlandii.